# Szántó Zsigmond
Szántó Zsigmond, született Scheiber (Esztergom, 1861. június 28. – Budapest, 1934. január 10.) magyar közíró, irodalomtörténész. Szántó György író apja.

## Életútja, munkássága
Gimnáziumba szülővárosában járt, felsőfokú tanulmányait a budapesti egyetem bölcsészkarán végezte, ahol német–magyar és irodalom szakos tanári oklevelet, 1888-ban doktorátust szerzett magyar és német nyelvből, valamint esztétikából. 1888 júliusától a vágújhelyi főreáliskolában helyettes tanár volt, 1896-tól rendes tanár a lugosi állami főgimnáziumban.
Cikkei, irodalmi tanulmányai és kritikai írásai az iskolai értesítőkben, a lugosi, temesvári és budapesti lapokban: a Pesti Hírlapban, a Magyar Nyelvőrben, az Egyetemes Philologiai Közlönyben jelentek meg.

## Kötetei
- Bajza József. Irodalomtörténeti tanulmány. (Esztergom, 1884)
- Lenau viszonya a magyarsághoz; Virányi Ny., Lugos, 1899